# Opheliac
Opheliac to trzeci album Emilie Autumn, wydany we wrześniu 2006 przez Trisol Music Group GmbH. Nagrany został w Mad Villain Studios w Chicago. Jest pierwszym albumem artystki dostępnym na całym świecie - poprzednie można było zakupić tylko przez jej niezależną wytwórnię płytową, Traitor Records.
Album poprzedził wydany wiosną 2006 Opheliac EP, na którym znalazło się sześć pierwszych utworów, "Marry Me" i "Thank God I'm Pretty" jako ukryty utwór.
Poza ścieżkami muzycznymi i mówionymi, na dwupłytowym Opheliac znajduje się nagranie koncertu, urywki z wykonania "Misery Loves Company" w WGN Morning Show 12 stycznia 2006, a także trzy krótkie teledyski zatytułowane "Inside The Asylum: Lessons In Being A Wayward Victorian Girl".

## Lista utworów

### CD 1
1. "Opheliac" - 5:33
2. "Swallow" - 6:15
3. "Liar" - 6:01
4. "The Art of Suicide" - 5:32
5. "I Want My Innocence Back" - 3:48
6. "Misery Loves Company" - 4:28
7. "God Help Me" - 5:58
8. "Shalott" - 4:04
9. "Gothic Lolita" - 6:03
10. "Dead Is the New Alive" - 5:04
11. "I Know Where You Sleep" - 3:15
12. "Let the Record Show" - 3:52

### CD 2
1. "Dominant" - 3:47
2. "306" - 5:36
3. "Thank God I'm Pretty" - 4:01
4. "Marry Me" - 4:50
5. "Largo for Violin" (Bach) - 4:06
6. "Poem: How to Break a Heart" - 1:02
7. "Poem: Ghost" - 2:38
8. "Poem: At What Point Does a Shakespeare Say" - 0:36